# Alajuela (jezioro)
Alajuela – sztuczne jezioro w dorzeczu rzeki Chagres, w Panamie. Jezioro jest ograniczone przez Zaporę Madden i połączone z Kanałem Panamskim. Jezioro Alajuela służy jako zbiornik dla Kanału Panamskiego, który leży na południowy zachód od jeziora.  
Do jeziora wpływają rzeki: Chagres, Pequení, Boquerón, Salamanca, La Puente, Indio, Piedras, San Cristóbal i Escandaloso. Rzeki te charakteryzują się tym, że są stosunkowo krótkie, ze stromymi zboczami i niewielką pojemnością w swoich dolinach. Zlewnia jeziora Alajuela wynosi 1026 km².
Na początku grudnia 2010 r. Jezioro Alajuela osiągnęło najwyższy odnotowany poziom wody, co skłoniło władze do zamknięcia Kanału Panamskiego na 17 godzin. Kanał ponownie otwarto 9 grudnia.
Nad jeziorem lub w pobliżu znajdują się takie miejscowości jak: Nuevo Vigía, Nuevo Caimitillo, Caimitillo, Calzada Larga i Chilibre.